# El professor guillat (pel·lícula de 1963)
El professor guillat (títol original en anglès: The Nutty Professor) és una comèdia estatunidenca escrita i dirigida per Jerry Lewis, estrenada el 1963. Ha estat doblada al català.

## Argument[2]
Julius Kelp (Jerry Lewis) és un tímid professor de química, de físic poc agradable però de brillants capacitats intel·lectuals. De resultes d'una discussió amb un dels seus alumnes, es troba encallat en una prestatgeria a l'armari de paret de la seva classe. Socorregut per Stella (Stella Stevens), una estudiant de la qual és secretament enamorat, intentarà guanyar-se un físic més avantatjós seguint cursos de musculació.
Per desgràcia, sense èxit. També decideix remenar en els seus coneixements de química per inventar un elixir que el transformarà en un home seductor. Ho aconsegueix més enllà de tota esperança i es metamorfosa en Mister Love (Buddy Love en la versió original), un playboy seductor però egocèntric, cínic i masclista.

## Repartiment
- Jerry Lewis: Professor Julius Kelp / Buddy Love
- Stella Stevens: Stella Purdy
- Del Moore: Professor Mortimer R. Warfield
- Kathleen Freeman: Miss Lemmon
- Howard Morris: el pare de Julius
- Elvia Allman: la mare de Julius
- Buddy Lester: el barman
- Milton Frome: El Doctor Leevee
- Marvin Kaplan: l'home al Nightclub
- Gavin Gordon: el venedor de roba

## Producció

### Desenvolupament
Segons va confessar, Jerry Lewis es va inspirar en el seu antic soci, el crooner Dean Martin, per crear el "monstre" de la pel·lícula, el seductor Buddy Love (encara que, en els bonus del DVD, pretengui el contrari).
Trastornant així la tradició que confonia sistemàticament la monstruositat física i moral, la pel·lícula aporta una dimensió inesperada a la novel·la de Robert Louis Stevenson, per a qui bellesa i virtut semblaven naturalment anar a l'una. Per a Jerry Lewis, al contrari, la seducció del mal és de lluny més perniciosa: atraient amb molt de gust els favors de les seves víctimes - una maneta de modistes, l'alter-ego del tímid i desgraciat doctor Kelp amaga la seva ànima corruptora per aparences fictícies i "llampants". Reduït al mínim, el maquillatge distingeix menys les dues facetes contradictòries del personatge que la doble interpretació de l'actor, sobre la qual reposa de la resta l'essència de la comèdia.
En una seqüència de El professor guillat, combinant els estereotips del savi boig, el suspens de la transformació i la representació de la vivència dolorosa pel personatge, Jerry Lewis posa al descobert, subvertint-los, els codis de la «metamorfosi» com a subgènere del fantàstic.

### Rodatge
La producció ha rodat completament aquesta pel·lícula entre el 9 d'octubre de 1962 i el 17 de desembre de 1962 a la universitat d'Estat d'Arizona a Tempe, als afores de Phoenix, Arizona.

### Música
- That Old Black Magic, interpretat per Jerry Lewis
- Stella by Starlight, interpretat per Walter Scharf
- We've Got a World That Swings, compost per Lil Mattis i Louis Y. Brown
- I'm in the Mood for Love, interpretat per Jerry Lewis
- Leap Frog, compost per Les Brown